# Lebia divisa
Lebia divisa är en skalbaggsart som beskrevs av Leconte. Lebia divisa ingår i släktet Lebia och familjen jordlöpare. Inga underarter finns listade i Catalogue of Life.